# Mathias Hebo
Mathias Hebo (Hvidovre, 1995. augusztus 2. –) dán válogatott labdarúgó, a lengyel Cracovia középpályása.

## Pályafutása

### Klubcsapatokban
Hebo a dániai Hvidovre városában született. Az ifjúsági pályafutását a helyi Hvidovre csapatában kezdte, majd 2012-ben a Nordsjælland akadémiájánál folytatta.
2014-ben mutatkozott be a Nordsjælland első osztályban szereplő felnőtt csapatában. A 2015–16-os szezon első felében a Vestsjællandnál szerepelt kölcsönben. 2016-ban a Fredericia, majd 2017-ben a Lyngby csapatához igazolt. 2019-ben a Vejle szerződtette. 2019. március 17-én, az Esbjerg ellen 2–1-re elvesztett bajnokin debütált. 2019 augusztusa és decembere között a Silkeborg csapatát erősítette kölcsönben. 2020-ban visszatért a Lyngbyhez.
2021. július 1-jén hároméves szerződést kötött a lengyel első osztályban érdekelt Cracovia együttesével. Először a 2021. július 24-ei, Górnik Łęczna ellen 1–1-es döntetlennel zárult mérkőzésen lépett pályára. Első gólját 2021. október 24-én, a Zagłębie Lubin ellen szintén 1–1-es döntetlennel zárult találkozón szerezte meg.

### A válogatottban
Hebo 2014 és 2016 között tagja volt az U20-as válogatottnak.
2016-ban debütált az olimpiai csapatban. Először 2016. augusztus 11-én, Brazília ellen 4–0-ra elvesztett mérkőzés 81. percében, Frederik Børsting cseréjeként lépett pályára.

## Statisztikák
2022. október 16. szerint
| Klub                   | Szezon   | Osztály          | Bajnokság | Bajnokság | Kupa  | Kupa | Nemzetközi | Nemzetközi | Összesen | Összesen |
| Klub                   | Szezon   | Osztály          | Meccs     | Gól       | Meccs | Gól  | Meccs      | Gól        | Meccs    | Gól      |
| ---------------------- | -------- | ---------------- | --------- | --------- | ----- | ---- | ---------- | ---------- | -------- | -------- |
| Vejle                  | 2018–19  | Danish Superliga | 2         | 0         | 0     | 0    | —          | —          | 2        | 0        |
| Silkeborg (kölcsönben) | 2019–20  | Danish Superliga | 12        | 1         | 0     | 0    | —          | —          | 12       | 1        |
| Lyngby                 | 2019–20  | Danish Superliga | 13        | 2         | 0     | 0    | —          | —          | 13       | 2        |
| Lyngby                 | 2020–21  | Danish Superliga | 31        | 7         | 1     | 0    | —          | —          | 32       | 7        |
| Lyngby                 | Összesen | Összesen         | 44        | 9         | 1     | 0    | 0          | 0          | 45       | 9        |
| Cracovia               | 2021–22  | Ekstraklasa      | 28        | 2         | 1     | 0    | —          | —          | 29       | 2        |
| Cracovia               | 2022–23  | Ekstraklasa      | 12        | 1         | 0     | 0    | —          | —          | 12       | 1        |
| Cracovia               | Összesen | Összesen         | 40        | 3         | 1     | 0    | 0          | 0          | 41       | 3        |
| Összesen               | Összesen | Összesen         | 98        | 13        | 2     | 0    | 0          | 0          | 100      | 13       |